# رسول رئیسی
رسول رئیسی (۱۶ مهر ۱۳۰۳ اردبیل – ۱ مرداد ۱۳۹۴ تهران) وزنه‌بردار ایرانی بود که همراه با کاروان ورزشی ایران در بازی‌های المپیک تابستانی ۱۹۴۸ شرکت کرد.

## زندگینامه
وی در سال ۱۳۰۳ در محله اوچدوکان اردبیل متولد شد. پس از عضویت در تیم ملی وزنه برداری ایران، در مسابقات جهانی وزنه‌برداری هلند در سال ۱۹۴۹ مدال برنز گرفت. در اولین دوره مسابقات پرورش‌اندام قهرمانی جهان در سال ۱۹۴۸ به مدال نقره و در مسابقات وزنه‌برداری بازی‌های آسیایی ۱۹۵۱ دهلی نو مدال طلا کسب کرد. وی نخستین مدال آور اردبیل در تاریخ ورزش ایران است.
رئیسی در ۱ مرداد ۱۳۹۴ درگذشت و در قطعه خانوادگی در بهشت زهرای تهران به خاک سپرده شد..